# Championnat du monde junior de hockey sur glace 1983
Navigation
États-Unis 1982 Suède 1984
La septième édition du championnat du monde junior de hockey sur glace a eu lieu entre le 26 décembre 1982 et le 4 janvier 1983 en Union soviétique pour le groupe A, entre le 14 et le 20 mars pour le groupe B en France et enfin du 3 au 9 mars en Roumanie.

## Déroulement de la compétition
Avec 20 nations participant, le championnat junior se dote d'un nouveau groupe C mais garde le même mode de fonctionnement de l'édition précédente pour ces huit équipes du groupe A.
Le groupe B reprend un mode de fonctionnement analogue à celui de 1981 avec les deux premières poules puis deux nouvelles poules.
Les quatre équipes du groupe C se rencontrent chacune une fois avant d'être classées pour la montée.

## Groupe A
Les matchs du groupe A ont eu lieu à Leningrad en Union soviétique.

### Résultats
|                      | URSS. | Tch. | Can. | Suè. | U.S.A. | Fin. | All. | Nor. |
| -------------------- | ----- | ---- | ---- | ---- | ------ | ---- | ---- | ---- |
| 1 URSS               |       | 4–3  | 7–3  | 5–1  | 5–3    | 7–2  | 12–0 | 10–1 |
| 2 Tchécoslovaquie    | 3–4   |      | 7–7  | 4–2  | 6–4    | 5–3  | 9–0  | 9–2  |
| 3 Canada             | 3–7   | 7–7  |      | 2–5  | 4–2    | 6–3  | 4–0  | 13–0 |
| 4 Suède              | 1–5   | 2–4  | 5–2  |      | 4–1    | 4–6  | 4–2  | 15–3 |
| 5 États-Unis         | 3–5   | 4–6  | 2–4  | 1–4  |        | 4–2  | 6–5  | 8–3  |
| 6 Finlande           | 2–7   | 3–5  | 3–6  | 6–4  | 2–4    |      | 9–1  | 10–2 |
| 7 Allemagne fédérale | 0–12  | 0–9  | 0–4  | 2–4  | 5–6    | 1–9  |      | 4–2  |
| 8 Norvège            | 1–10  | 2–9  | 0–13 | 3–15 | 3–8    | 2–10 | 2–4  |      |

### Classement final groupe A
|        | Équipe             | PJ | V | N | D | BP | BC | Pts |
| ------ | ------------------ | -- | - | - | - | -- | -- | --- |
| Or     | URSS               | 7  | 7 | 0 | 0 | 50 | 13 | 14  |
| Argent | Tchécoslovaquie    | 7  | 5 | 1 | 1 | 43 | 22 | 11  |
| Bronze | Canada             | 7  | 4 | 1 | 2 | 39 | 24 | 9   |
| 4      | Suède              | 7  | 4 | 0 | 3 | 35 | 23 | 8   |
| 5      | États-Unis         | 7  | 3 | 0 | 4 | 28 | 29 | 6   |
| 6      | Finlande           | 7  | 3 | 0 | 4 | 25 | 29 | 6   |
| 7      | Allemagne fédérale | 7  | 1 | 0 | 6 | 12 | 46 | 2   |
| 8      | Norvège            | 7  | 0 | 0 | 7 | 13 | 69 | 0   |

Les Soviétiques remportent leur cinquième titre de champion alors que les Norvégiens descendent une nouvelle fois dans le groupe B.

## Groupe B
Les matchs du groupe B se sont joués à Anglet en France.

### Premier tour
Poule A
|            | Jap. | Aut. | P-Bas | Ita. |   | V | N | D  | BP | BC | Pts |
| ---------- | ---- | ---- | ----- | ---- | - | - | - | -- | -- | -- | --- |
| 1 Japon    |      | 6–3  | 4–5   | 12–2 | 2 | 0 | 1 | 22 | 10 | 4  |     |
| 2 Autriche | 3–6  |      | 8–4   | 7–3  | 2 | 0 | 1 | 18 | 13 | 4  |     |
| 3 Pays-Bas | 5–4  | 4–8  |       | 11–6 | 2 | 0 | 1 | 20 | 18 | 4  |     |
| 4 Italie   | 2–12 | 3–7  | 6–11  |      | 0 | 0 | 3 | 11 | 30 | 0  |     |

Poule B
|            | Sui. | Pol. | Fra. | Dan. |   | V | N | D  | BP | BC | BC |
| ---------- | ---- | ---- | ---- | ---- | - | - | - | -- | -- | -- | -- |
| 1 Suisse   |      | 6–2  | 6–5  | 10–1 | 3 | 0 | 0 | 22 | 8  | 6  |    |
| 2 Pologne  | 2–6  |      | 6–3  | 10–2 | 2 | 0 | 1 | 18 | 11 | 4  |    |
| 3 France   | 5–6  | 3–6  |      | 11–3 | 1 | 0 | 2 | 19 | 15 | 2  |    |
| 4 Danemark | 1–10 | 2–10 | 3–11 |      | 0 | 0 | 3 | 6  | 31 | 0  |    |

### Second tour
Les résultats particuliers des matchs du tour précédent sont conservés (notés entre parenthèses ci-dessous).
Poule de relégation
|            | Fra.   | P-Bas  | Dan.   | Ita.   |   | V | N | D  | BP | BC | Pts |
| ---------- | ------ | ------ | ------ | ------ | - | - | - | -- | -- | -- | --- |
| 1 France   |        | 10–3   | (11–3) | 3–3    | 2 | 1 | 0 | 24 | 9  | 5  |     |
| 2 Pays-Bas | 3–10   |        | 6–6    | (11–6) | 1 | 1 | 1 | 20 | 22 | 3  |     |
| 3 Danemark | (3–11) | 6–6    |        | 5–4    | 1 | 1 | 1 | 14 | 21 | 3  |     |
| 4 Italie   | 3–3    | (6–11) | 4–5    |        | 0 | 1 | 2 | 13 | 19 | 1  |     |

Poule pour la montée
|            | Sui.  | Jap.  | Pol.  | Aut.  |   | V | N | D  | BP | BC | Pts |
| ---------- | ----- | ----- | ----- | ----- | - | - | - | -- | -- | -- | --- |
| 1 Suisse   |       | 1–4   | (6–2) | 6–2   | 2 | 0 | 1 | 13 | 8  | 4  |     |
| 2 Japon    | 4–1   |       | 3–5   | (6–3) | 2 | 0 | 1 | 13 | 9  | 4  |     |
| 3 Pologne  | (2–6) | 5–3   |       | 6–3   | 2 | 0 | 1 | 13 | 11 | 4  |     |
| 4 Autriche | 2–6   | (3–6) | 3–6   |       | 0 | 0 | 3 | 8  | 18 | 0  |     |

## Groupe C
Le groupe C a joué ses matchs dans la ville de Bucarest en Roumanie.
Résultats
|             | Rou. | Bul. | Hon. | Aus. |
| ----------- | ---- | ---- | ---- | ---- |
| 1 Roumanie  |      | 4–1  | 9–3  | 10–2 |
| 2 Bulgarie  | 2–8  |      | 1–3  | 4–1  |
| 3 Hongrie   | 0–8  | 2–4  |      | 7–5  |
| 4 Australie | 1–10 | 0–4  | 3–6  |      |

Classement
|   | Équipe    | PJ | V | N | D | BP | BC | Pts |
| - | --------- | -- | - | - | - | -- | -- | --- |
| 1 | Roumanie  | 6  | 6 | 0 | 0 | 49 | 9  | 12  |
| 2 | Bulgarie  | 6  | 3 | 0 | 3 | 16 | 19 | 6   |
| 3 | Hongrie   | 6  | 3 | 0 | 3 | 21 | 30 | 6   |
| 4 | Australie | 6  | 0 | 0 | 6 | 12 | 40 | 0   |

Les Roumains joueront l'édition suivante dans le groupe B à la place des Italiens.